# Publio Sulpicio Escribonio Rufo
Publio Sulpicio Escribonio Rufo (en latín Publius Sulpicius Scribonius Rufus) (? -67) fue un senador romano que desempeñó su carrera política durante el siglo I, bajo los imperios de Claudio y Nerón.

## Familia
Era el hijo del senador Escribonio Próculo, quien fue ejecutado por Calígula. y su hermano era Publio Sulpicio Escribonio Próculo.

## Carrera
De acuerdo con Dión Casio, los hermanos Sulpicio Escribón mantenían una relación muy estrecha, hasta el punto de que sus carreras se realizaron juntas, y ambos fueron cónsules sufectos a la vez, bajo Nerón, aunque en fecha desconocida, pero de seguro que antes de 56. En el año 58, se ordenó a los dos hermanos que pusieran fin a los disturbios sociales en Puteoli usando una cohorte de pretorianos.

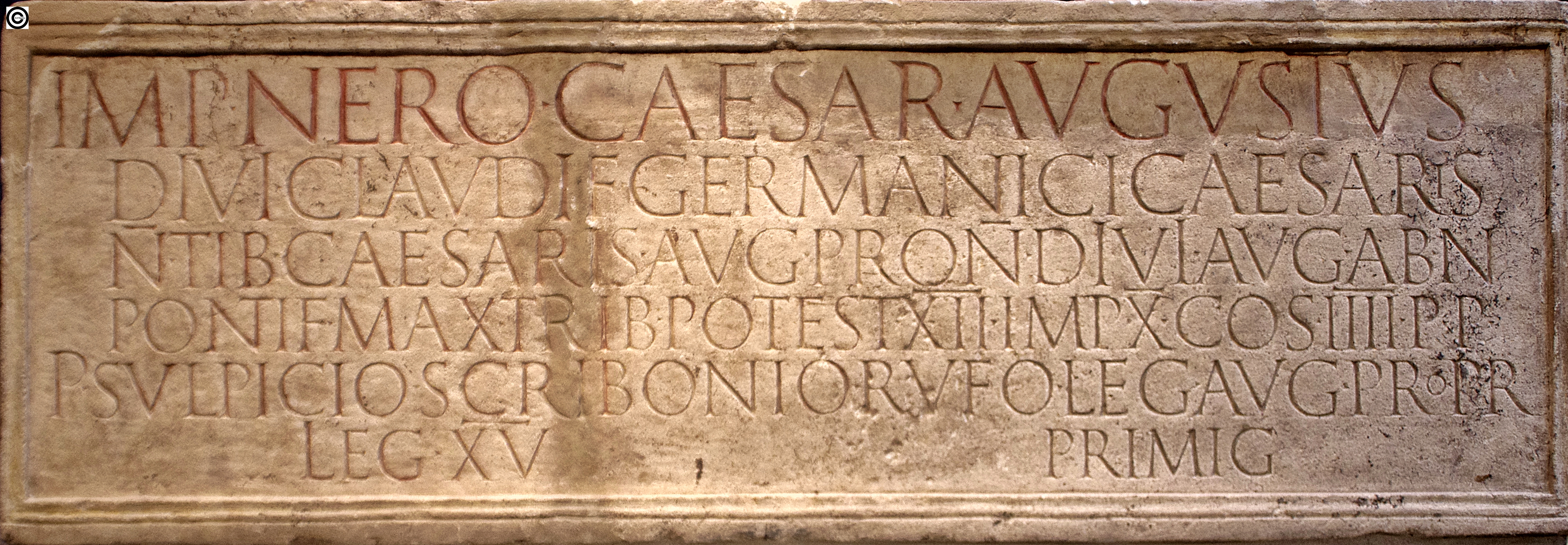
Dedicatoria de la Legio XV Primigenia en honor de Nerón y del legado de Germania Inferior Publio Sulpicio Escribonio Rufo procedente de Colonia (Alemania). AE 1969/70, 443, cuyo texto se desarrolla como: Imp(erator) Nero Caesar Augustus / divi Claudi f(ilius) Germanici Caesaris / n(epos) Tib(eri) Caesaris Aug(usti) pron(epos) divi Aug(usti) abn(epos) / pontif(ex) max(imus) trib(unicia) pot(estate) XII imp(erator) X co(n)s(ul) IIII p(ater) p(atriae) / P(ublio) Sulpicio Scribonio Rufo leg(ato) Aug(usti) pro pr(aetore) / leg(io) XV Primig(enia).

A partir del año 63, Rufo y Próculo se convirtieron en legados imperiales de los distritos militares de Germania Inferior y Germania Superior, respectivamente.Probablemente Rufo era además el gobernador de la provincia Gallia Belgica.
En 65 se produjo un complot contra Nerón, cuya principal figura fue Cayo Calpurnio Pisón, uno de los hombres más prominentes de Roma. El descubrimiento de esta conspiración costó la vida de numerosos miembros del Senador, incluido Séneca. Durante la gira de Nerón en Grecia, se descubrió una nueva conspiración contra Nerón en Benevento, encabezada por Annio Viniciano, hermano de Annio Pollión, involucrado en la conspiración de Pisón, y uno de los más leales partidarios del general Cneo Domicio Corbulón, bajo cuyas órdenes había servio en Armenia en 58 como legado de la Legio V Macedonica y, además, se había casado con una de las hijas de su general. Como consecuencia Corbulón fue convocado por Nerón a Grecia, donde se le ordenó suicidarse. Un poco más tarde, los hermanos  Escribonios, delatados por el senador Paccio Africano, también fueron convocados a Grecia, posiblemente en relación con la misma conspiración, y, al igual que Corbulón, también tuvieron que suicidarse.